# Alexandra Chando
Alexandra Nicole Chando (née le 28 juillet 1986 à Bethlehem en Pennsylvanie) est une actrice américaine. Elle est surtout connue pour avoir joué le rôle de Madeline "Maddie" Coleman dans le soap opéra As the World Turns (2005-2009), puis pour avoir joué les sœurs jumelles Sutton Mercer et Emma Becker dans la série dramatique The Lying Game (2011-2013).

## Biographie
Née à Bethlehem en Pennsylvanie, Alexandra est la fille de Steve Chando, qui a sa propre entreprise de toitures commerciales à Bethlehem appelée CHM Contracting, et de Rebecca Chando, qui est femme au foyer. Elle a deux frères aînés ; Christopher (né en 1978) et Benjamin (né en 1981),,. Alexandra est diplômée du lycée Liberty High School de Bethlehem et elle a étudié, par la suite, au Manhattan College à New York. 

## Carrière
En 2005, à l'âge de 18 ans, Alexandra a eu le rôle de Madeline "Maddie" Coleman dans le feuilleton télévisé As the World Turns. Son personnage est apparu pour la première fois le 27 juillet 2005. Le 26 octobre 2007, Alexandra a joué pour la dernière fois son rôle avant d'être remplacée par l'actrice Kelli Barrett. Finalement, le 23 septembre 2009, Alexandra a repris son rôle jusqu'en février 2010. En 2007, elle a été nommée pour un Emmy Award.
En 2008, elle a joué dans la web-série Rockville CA puis est apparue dans un épisode de la série Médium. Entre-temps, elle a auditionné pour le rôle de Alyssa Craig dans le film dramatique Remember Me mais c'est l'actrice Émilie de Ravin qui a eu le rôle. Elle a également auditionné pour le rôle d'Elena Gilbert dans la série dramatique/fantastique, Vampire Diaries, mais c'est l'actrice Nina Dobrev qui a eu le rôle.
En octobre 2010, il a été annoncé qu'Alexandra avait eu le rôle principal dans la série dramatique/mystère/thriller, The Lying Game - adaptée de la série de romans de Sara Shepard. Alexandra joue Emma Becker, une jeune femme de 17 ans qui a grandi dans plusieurs foyers d'accueils et qui découvre qu'elle a une sœur jumelle, Sutton Mercer (également interprétée par Alexandra), qui a été adopté par une famille aisée dès leur naissance. La série a été diffusée sur la chaîne ABC Family du 15 août 2011 au 12 mars 2013. Le 15 juillet 2013, Alexandra a révélé que la série a été annulée au bout de deux saisons.
En mars 2015, il a été annoncé qu'Alexandra jouerait le rôle principal dans la nouvelle série télévisée dramatique/fantastique, Dead People - qui sera diffusée en 2016 sur The CW,.
On la retrouve également dans un rôle récurrent dans Vampire Diaries, où elle joue Tara, un médecin rappelant Elena à Damon dans le 08x08.

## Vie privée
Depuis le début de sa carrière, elle vit à New York. Elle a brièvement vécu à Los Angeles. On lui prête une forte ressemblance physique à l'actrice canadienne, Nina Dobrev.

## Filmographie

### Films
| Année | Film               | Rôle    | Notes          |
| ----- | ------------------ | ------- | -------------- |
| 2011  | The Bleeding House | Gloria  | Rôle principal |
| 2014  | Construction       | Colleen |                |

### Télévision
| Année(s)  | Série              | Rôle                        | Notes                               |
| --------- | ------------------ | --------------------------- | ----------------------------------- |
| 2002      | House Blend        | Jenna Harper                | Épisode pilote                      |
| 2005-2010 | As the World Turns | Madeline "Maddie" Coleman   | 308 épisodes                        |
| 2006      | True Life          | Elle-même                   | Documentaire ; saison 8, épisode 11 |
| 2009      | Rockville CA       | Deb                         | Web-série ; 20 épisodes             |
| 2009      | Sherri             | Une femme dans un taxi      | Saison 1, épisode 6                 |
| 2010      | Médium             | Melissa Treynet             | Saison 6, épisode 21                |
| 2010      | Glory Daze         | Annabelle                   | Saison 1, épisode 3 et 7            |
| 2011      | Talent             | Danielle Anderson           | 10 épisodes                         |
| 2011-2013 | The Lying Game     | Emma Becker / Sutton Mercer | Rôle principal ; 30 épisodes        |
| 2014      | Castle             | Mandy Sutton                | Saison 6, épisode 13                |
| 2015      | Hindsight'         | Noelle                      | Saison 1, épisode 8, 9 et 10        |
| 2016      | Dead People        | Pearl Hale                  | Rôle principal, en développement    |
| 2017      | Vampire Diaries    | Tara                        | Saison 8, épisode 8                 |